# Kolonics György
Kolonics György (Budapest, 1972. június 4. – Budapest, 2008. július 15.) kétszeres olimpiai és tizenötszörös világbajnok magyar kenus, aki két olimpiai bronzérmet is szerzett.

## Pályafutása
A Budai Spartacusban kezdett kenuzni, 1990-ben a Csepel SC-hez igazolt és haláláig ennél a klubnál maradt. Először az 1991-es világbajnokságon képviselte Magyarországot, és kenu négyesben ötödik és hatodik helyezést ért el. Az 1992. évi nyári olimpiai játékokon Barcelonában ötödik és hetedik helyezést ért el kenu kettesben Pálizs Attilával.
Az 1992-es barcelonai olimpia után Horváth Csabával alkottak új párost, és évekig domináltak a páros számokban. Az 1993-as világbajnokságon nyerték első aranyérmüket. Kolonics 2 arany- és egy ezüstérmével a vb legeredményesebb kenusa lett. Az 1995-ös világbajnokságon Duisburgban a rekordnak számító 5 aranyérem megnyerése után, az 1996-os atlantai olimpián koronázták meg pályafutásukat az 500 méteres kenu kettes szám megnyerésével és az 1000 méteres számban nyert bronzéremmel. Együtt összesen 11 világbajnoki aranyérmet nyertek párosban és négyesben, és 1993 és 1998 között csupán két olyan nagy nemzetközi verseny volt, ahol kenu kettesben 500 méteren legyőzték őket. 1998-ban első helyen végzett a kenusok hazai ranglistáján.
Kolonics 1999-ben nem tudta kiharcolni a vb indulást párosban. Ezután  az egyéni számokra koncentrált. Az 1999-es vb-n C1 500 és 1000 méteren negyedik, C1 200 méteren ötödik, C4 500 méteren kilencedik volt. Az év végén ismét hazai ranglistagyőztes lett. 2000-ben Hoffmann Ervinnel evezve Eb ötödik lett 500 méteren. A 2000-es sydney-i olimpián kenu egyesben 500 méteren aranyérmet szerzett. Ezután visszatért a páros számokhoz, a nála fiatalabb Kozmann Györggyel az  oldalán.
A 2001-es Eb-n egy arany- és egy ezüstérmet szerzett, négyes ötszáz méteren negyedik volt. A vb-n a három egyes számban indult, ahol 200 méteren ötödik, 500-on második, 1000-en harmadik lett. Ebben az évben ismét a kenu hazai ranglista elsője lett. A 2002-es év első felében sérülés hátráltatta felkészülését. A szegedi Eb-n egyes 1000 méteren hetedik, 500 méteren negyedik volt. 200 méteren négyesben szerzett ezüstérmet. A vb-n 1000 méteren nyolcadik, 500 méteren második, négyes 200 méteren negyedik volt. Az évet ismét magyar ranglista elsőként zárta.
2003-ban visszatért a páros számokhoz, Kozmann Györggyel az oldalán. Az új egység a világbajnokságon 1000 méteren bronzérmes lett. Kolonics négyes 200 méteren aranyérmet szerzett; a versenyben másodikként értek célba ezen a távon, de az orosz Szergej Ulegin doppingolása miatt végül ők lettek a világbajnokok. 500 méteren egyesben a kilencedik, párosban ötödik helyen végzett. A hazai ranglistát hetedik alkalommal nyerte meg.
A 2004-es Európa-bajnokságon páros 1000 méteren ötödik, 500-on első lett. A páros kenu kettes 1000 méteren bronzérmet, 500 méteren hetedik helyezést szerzett a 2004-es athéni olimpián. Ezúttal is a legjobb kenusnak bizonyult a hazai ranglistán. 2005-ben Eb-ezüstérmes lett C2 1000 méteren. 500 m egyesben hatodik volt, 200 m egyesben nem jutott döntőbe. A világbajnokságon páros 500 méteren második, 1000 méteren harmadik helyezett volt. C1 200 méteren a B-döntőben szerepelt és összesítésben 11. lett. 2005-ben, majd 2006-ban is az év magyar kenusa lett. Ebben az értékelésben tizedszer bizonyult a legjobbnak.
A 2006-os Eb-n páros 1000 és 200 méteren negyedik 500 méteren ötödik volt. 1000 méteren aranyérmet 500 méteren bronzot nyert a 2006-os szegedi világbajnokságon. 2007-ben az Eb-n párosban ezüstérmet szerzett 1000 m, bronzérmet 500-on. Világbajnok lett 500 méteren a 2007-es duisburgi világbajnokságon kenu kettesben. 1000 méteren hatodik volt. A szezont ismét a magyar kenu-ranglista élén zárta, melyet 11 alkalommal nyert meg.
Kozmann-nal képviselték volna Magyarországot a 2008-as pekingi olimpián kenu kettesben 500 és 1000 méteren. Kolonics Györgynek ez lett volna az ötödik olimpiája.

### Magyar bajnokság
|           | 1991 | 1992 | 1993 | 1994 | 1995 | 1996 | 1997 | 1998 | 1999 | 2000 | 2001 | 2002 | 2003 | 2004 | 2005 | 2006 | 2007 |
| --------- | ---- | ---- | ---- | ---- | ---- | ---- | ---- | ---- | ---- | ---- | ---- | ---- | ---- | ---- | ---- | ---- | ---- |
| C1 150 m  | 1.   | 3.   |      |      |      |      |      |      |      |      |      |      |      |      |      |      |      |
| C1 200 m  |      |      | 1.   | 2.   |      |      |      | 2.   | 1.   | 1.   | 1.   | 3.   | 2.   | 2.   | 1.   | 1.   | 4.   |
| C2 200 m  |      |      | 1.   | 1.   | 1.   |      | 2.   | 2.   |      |      | 1.   |      | 3.   |      | 2.   | 2.   | 1.   |
| C4 200 m  |      |      | 1.   | 2.   |      |      | 1.   | 1.   | 2.   |      |      | 1.   | 1.   | 1.   |      | 3.   | 2.   |
| C1 500 m  | 2.   | 2.   | 1.   | 3.   |      |      | 1.   | 1.   | 1.   | 1.   | 1.   | 1.   | 1.   |      |      |      |      |
| C2 500 m  | 2.   | 1.   | 1.   | 2.   | 1.   |      |      | 1.   |      | 3.   |      |      | 1.   | 1.   | 1.   | 1.   | 1.   |
| C4 500 m  |      |      |      |      | 1.   | 1.   |      | 1.   |      |      | 1.   |      |      | 1.   |      |      |      |
| C1 1000 m | 2.   |      | 2.   | 2.   |      |      |      | 1.   | 1.   | 5.   | 1.   | 1.   |      |      |      |      |      |
| C2 1000 m |      | 1.   |      |      | 1.   |      | 1.   |      |      |      |      |      | 1.   | 1.   | 1.   | 1.   | 1.   |
| C4 1000 m |      | 1.   | 2.   | 1.   |      |      | 1.   |      |      |      |      |      |      | 1.   | 1.   |      |      |

## Díjai, elismerései
- Az év magyar kenusa (1993, 1995, 1996, 1999, 2000, 2001, 2002, 2003, 2005, 2006)
- Az év magyar férfi sportolója választás, harmadik helyezett (1993)
- Budapestért díj (1995)[4]
- Az év magyar férfi sportolója választás, második helyezett (2000)
- Az év magyar csapatának a tagja (1995, 1996)
- Csepel díszpolgára (1996)
- A Magyar Köztársasági Érdemrend tisztikeresztje (1996)
- A Csepel SC örökös bajnoka (1997)
- A Csepel SC legjobb felnőtt férfi sportolója (1997)
- A Magyar Köztársasági Érdemrend középkeresztje (2000)
- Budafok–Tétény díszpolgára (2000)
- A magyar kajak-kenu sport örökös bajnoka (2008)

## Halála

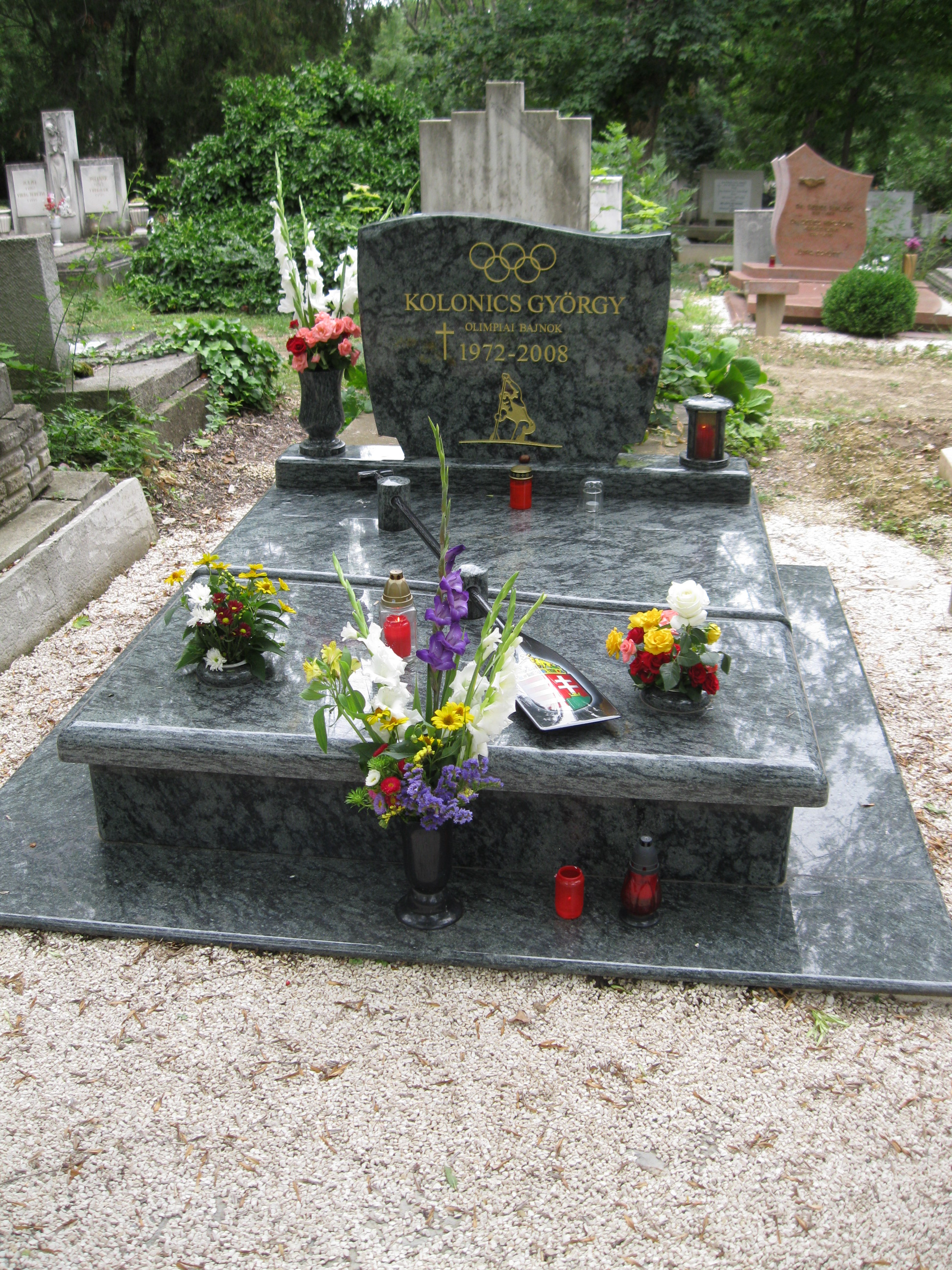
Kolonics György sírja Budapesten. Farkasréti temető: 8/1/A-1-67/68

Váratlanul, edzés közben halt meg, valószínűleg szívmegállás miatt, 2008. július 15-én, 24 nappal a 2008-as nyári olimpia előtt. A párosban ezért Kozmann Györggyel Kiss Tamás indult. Az olimpián minden magyar kajak-kenus gyászszalagot viselt Koló emlékére, és végül C2 1000 m-en egy bronzérmet ért el a Kozmann–Kiss-páros. A 2008 decemberében nyilvánosságra hozott vizsgálat eredménye szerint szívtágulattal járó szívizombetegség, a bal szívfél heveny elégtelensége volt a halál oka.
Temetése 2008. július 25-én volt Budapesten a Farkasréti temetőben.

## Emlékezete

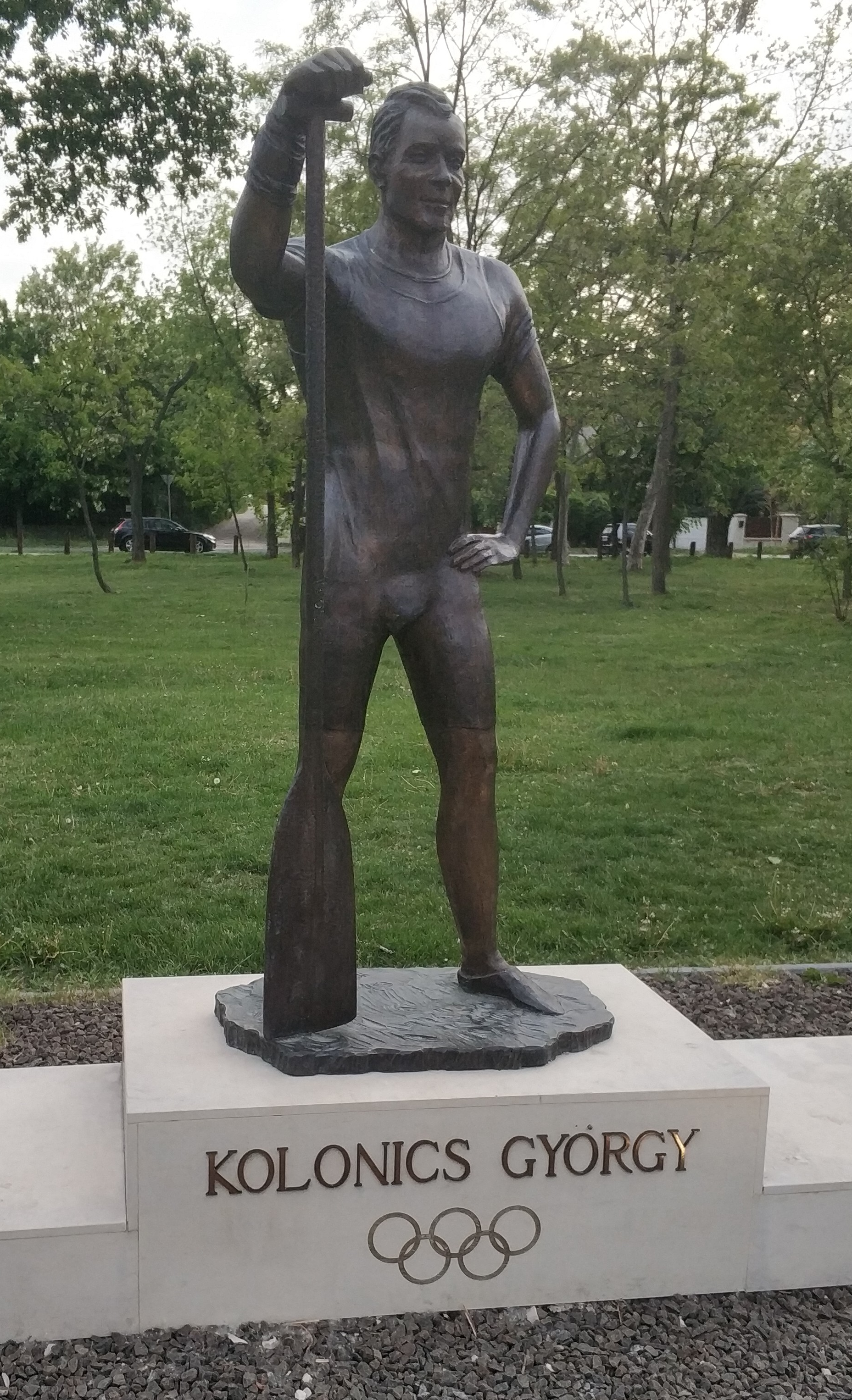
Kolonics György szobor, Csepelen, Kolonics György sétányon, alkotó: Sárossy Tibor

- Tiszteletére az a budafoki iskola, ahová gyermekkorában járt, a 2008 szeptemberi tanévkezdettől felvette a nevét. (Kolonics György Általános Iskola és Köznevelési Sportiskola (1221, Tompa utca 2-4)[5]
- A 175281 Kolonics kisbolygó az ő emlékére kapta nevét 2008-ban.
- Kolonics-díj: Az év legjobb utánpótláskorú kenusának (2009-től)
- Kolonics György emlékfutamnak nevezik a magyarországi világkupa-verseny C1 500 méteres számát.
- Kolonics György Alapítvány[6]
- Kolonics, a Sportlegenda vándorkiállítás
- Kolonics György Sport Érdemérem (alapító: Csepel önkormányzata)
- Fáklyás evezés Kolonics emlékére
- Kolonics György emlékfutás
- Kolonics György Vízisport Központ (2013)[7]
- Kolonics György szobor Sukorón, a Tóparti sétányon (2013)[8]
- Kolonics György sétány Csepelen (2017)
- Kolonics György szobor Csepelen, a Hollandi úton (2017)[9]
- Kolonics György utca Dunakeszin (2017)
- Kolonics György emléktábla a budafoki szülőházán (1221, Vihar utca 7/D)
- Kolonics György sétány Gödön (2022) [10]
- Koló - egy kenus legendája életrajzi könyv, szerző: Tamás Rita (2022)